# Silikatni asteroid
Silikatni asteroid (razreda, vrste, tipa S), vrsta asteroida u podjeli prema spektralnoj analizi odrazne svjetlosti, što je u svezi sa sastavom njihove površine. Ima ih oko 17% i sadrže metale. Druge dvije vrste su ugljikove (C), kojih je oko 75%, i metalne (M), kojih je oko 8%.